# Ali al-Habszi
Ali Abdullah Harib al-Habszi (arabul: علي بن عبد الله بن حارب الحبسي; Maszkat, 1981. december 30.) ománi válogatott labdarúgó, az angol Championshipben szereplő Reading FC kapusa.

## Pályafutása
Al-Habszi három szezonon át játszott a norvég Lyn klubban, 2004-ben az év arab kapusának és az év norvég kapusának választották. A Lynnél töltött utolsó évében a harmadik helyen végzett a csapat a bajnokságban – a jó eredményhez Ali kapusteljesítménye jelentős mértékben hozzájárult.
A Bolton akkori menedzsere, Sam Allardyce ezt mondta róla: „Nagy megelégedésünkre szolgál, hogy Ali végre hozzánk igazolt. Egy ideje figyeljük fejlődését, és örömmel tölt el, hogy számos más – hozzánk hasonlóan szerződést ajánló – kitűnő klubbal szemben minket választott”.
A Boltonnál töltött első éve során Al Habsi nem került be az első csapatba, bár többször is ült tartalékként a kispadon; a tartalékcsapatnak viszont rendszeres résztvevője volt.
Alinak a Lyn Oslo klubból 2006 januárjában a Boltonba történő átigazolása egyike volt azoknak az eseteknek, melyekkel kapcsolatban a 2007 júniusában megjelent Stevens jelentés aggodalmát fejezte ki, Craig Allardyce játékosügynök, és apja, Sam Allardyce, a Bolton akkori menedzsere, valamint a klub között fennálló nyilvánvaló érdekellentét miatt.
Al-Habszi 2007 szeptemberében mutatkozott be a Bolton csapatában az angol labdarúgó-ligakupában a Fulham elleni, 2–1 arányú győzelemmel végződő mérkőzésen, melyre a hosszabbításban cserélték be. Kiváló játékot mutatott a Bayern München ellen az UEFA-kupában, és néhány bravúros védést mutatott be a sztárokkal megtűzdelt német csapat ellen.
Első Premier League mérkőzését a Wigan Athletic ellen játszotta. Jussi Jääskeläinen sérülését követően megragadta a lehetőséget, és hasznos perceket töltött a pályán a Bolton számára a bajnokságból való kiesés miatt létfontosságú mérkőzésen.
Miután megszellőztették, hogy a Boltonból a Galatasarayhoz kíván átigazolni, mivel nem a csapat első kapusa, al-Habszi így nyilatkozott a Daily Mailnek:
- A Boltonra kívánok koncentrálni. Ebben a klubban játszom, és most nehéz időket élünk át. Bent kell tartanunk a klubot a Premier League-ben, és képesek is vagyunk rá.
- Nem sietek. Egy kapus akár 40 éves koráig is játszhat, és én még csak 26 vagyok. Vannak nehéz periódusaim, minden játékosnak van, az számít, hogy ezzel hogyan birkózunk meg.
- Remélem, hogy idén azok egyike lehetek akik segítenek a Boltont benntartani a bajnokságban. Tapasztalt játékosaink vannak, nagyon jó játékosaink – csak meg kell nézni a csapatnévsort, de amire szükségünk van, az a győzelem.

Al-Habszi a 2007–08-as szezonban szerepelt először a bajnokságban, melynek során 16 mérkőzésen játszott. Átvette a sérült Jussi Jääskeläinen helyét, és játékával, melynek segítségével az utolsó mérkőzésen sikerült a Boltont megmenteni az alsóbb osztályba kerüléstől, kiérdemelte a dicséretet.
2008 decemberében 2013-ig meghosszabbította szerződését.

### Nemzetközi szinten
Ali 17 éves korában kezdett játszani szülőföldjén, Ománban, és a 19-éven aluliak ománi válogatottjában játszott, mielőtt John Burridge 2001-ben felfedezte. Mivel nem sikerült munkavállalási engedélyt szereznie, nem tudott bekerülni az angol bajnokságba.
Részt vett Kínában az ománi válogatott mindhárom csoportmérkőzésén a 2004-es Ázsia-kupán, és négy mérkőzésen kapott játéklehetőséget a 2006-os labdarúgó-világbajnokság selejtezői során, melyből már az első körben kiestek, mivel a rajtuk kívül még a japán, indiai és szingapúri válogatottat felvonultató csoportban csak a második helyen végeztek. Ő volt Omán első kapusa a 2007-es Ázsia-kupán, a csapat mindhárom csoportmérkőzésén játszott. Al-Habszi megkapta a legjobb kapus címet a 2009-es Öböl-kupán. Hálójába egyszer sem került a labda, és Omán végül megnyerte a bajnokságot.

## Statisztikái
Utolsó frissítés: 2010. február 19.
| Szezon | Csapat            | Ország   | Osztály              | Mérkőzések | Gólok |
| ------ | ----------------- | -------- | -------------------- | ---------- | ----- |
| 98/99  | Al-Mudaybi        | Omán     | 2                    | ??         | ??    |
| 99/00  | Al-Mudaybi        | Omán     | 2                    | ??         | ??    |
| 00/01  | Al-Mudaybi        | Omán     | 2                    | ??         | ??    |
| 01/02  | Al-Mudaybi        | Omán     | 2                    | ??         | ??    |
| 02/03  | Al-Nasr (Salalah) | Omán     | 1                    | ??         | ??    |
| 2003   | Lyn               | Norvégia | Norvég első osztály  | 13         | 0     |
| 2004   | Lyn               | Norvégia | Norvég első osztály  | 24         | 0     |
| 2005   | Lyn               | Norvégia | Norvég első osztály  | 25         | 0     |
| 05/06  | Bolton Wanderers  | Anglia   | Angol Premier League | 0          | 0     |
| 06/07  | Bolton Wanderers  | Anglia   | Angol Premier League | 0          | 0     |
| 07/08  | Bolton Wanderers  | Anglia   | Angol Premier League | 10         | 0     |
| 08/09  | Bolton Wanderers  | Anglia   | Angol Premier League | 0          | 0     |
| 09/10  | Bolton Wanderers  | Anglia   | Angol Premier League | 0          | 0     |

## Díjai
Al-Habszi egymás után négyszer kapta meg a legjobb kapus címet az Öbölkupán. Ennyi alkalommal még egyetlen arab kapusnak sem sikerült ez a bravúr. 2004-ben Norvégiában is megkapta ezt a címet.